# مجموعة شيندلر
مجموعة شيندلر (بالألمانية: Schindler Aufzüge AG) هي شركة عالمية مصنعة للسلالم المتحركة، المصاعد والأبسطة المتحركة، تأسست في سويسرا عام 1874.
شيندلر تصنع، وتركب، وتجدد وتجري صيانات للمصاعد والسلالم المتحركة في كل أنواع المباني والتي تتضمن المباني السكنية والتجارية والمرتفعة. الشركة متواجدة في أكثر من 140 دولة وتوظف أكثر من 54,000 شخص حول العالم. مصانع اللإنتاج موزعة حول البرازيل، الصين، سلوفاكيا، إسبانيا، سويسرا، الهند والولايات المتحدة.

## تاريخ الشركة
تأسست الشركة في سويسرا عام 1874 بواسطة روبرت شيندلر وإدوارد فيليجر بشراكة جماعية شيندلر وفيليجر. ومن بعد ذلك بمدة قصيرة بنيت ورشة للهندسة الميكانيكية في جزيرة على نهر الرويس في لوسرن، سويسرا لإنتاج معدات الرفع وآلات من جميع الأنواع.
تأسست شيندلر كأول شركة فرعية في دولة أجنبية في برلين، ألمانيا في عام 1906. من بعد ذلك توسعت الشركة بشكل متواصل ورئيسي في أوروبا. في عام 1980 شيندلرافتتحت أول مشروع لشراكة غربية في جمهورية الصين الشعبية.و مع الأستحواذ على أطلس في البرازيل في عام 1999 أصبحت شيندلر لاعباً رائداً في سوق أمريكا الجنوبية.
دخلت شيندلر سوق أمريكا الشمالية بعدما قامت بشراء شركة مصاعد هوتون في 1979. في عام 1989 رفعت حصتها بشكل كبير بعدما استحوذت على قسم المصاعد/السلالم المتحركة من شركة ويستينغهاوس إلكتريك. واحدة من أكبر المنتجين للمصاعد والسلالم في ذلك الوقت.
في عام 2007 شيندلر، مع منافسيها مصاعد أوتيس، تيسين كروب، مصاعد أوتيس، مصاعد أوتيس، كوني وميتسوبيشي إلكتريك غرموا من الاتحاد الأوروبي لتثبيت سعر الكارتل، تم تغريم شيندلر 144 مليون يورو حوالي $189.3 مليون دولار أمريكي.
منذ 2011 شيندلر تدعم سولار إمبلس، طائرة تعمل على الطاقة الشمسية.